# Sonate K. 518
La sonate K. 518 (L.116) en fa majeur est une œuvre pour clavier du compositeur italien Domenico Scarlatti.

## Présentation
La sonate K. 518, en fa majeur, notée Allegro, forme une paire avec la sonate suivante, dans le relatif mineur, mais elle se termine en majeur (à l'instar de la paire K. 509 et 510). La sonate offre de nombreuses modulations et les conclusions de chaque section sont différentes. Les musicologues Jane Clark et John Henry van der Meer (nl), considérant le registre de l'instrument, datent la paire après 1746,.

## Manuscrits
Le manuscrit principal est le numéro 5 du volume XIII de Venise (1754), copié pour Maria Barbara ; les autres sont Parme XV 5, Münster I 61 et Vienne D 11.

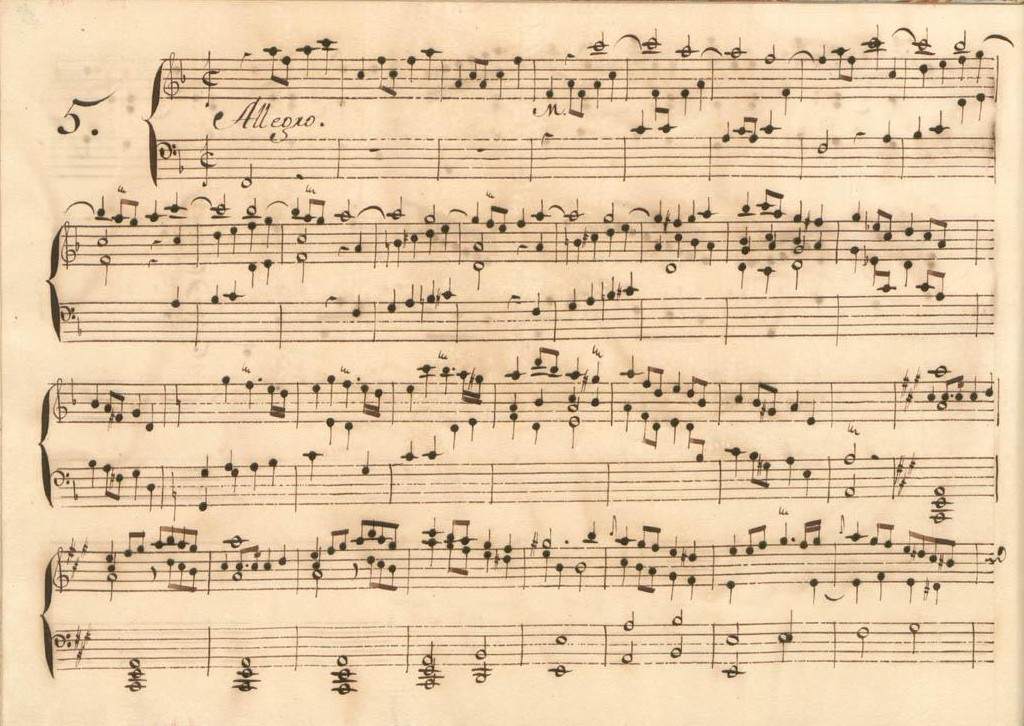
Parme XV 5.
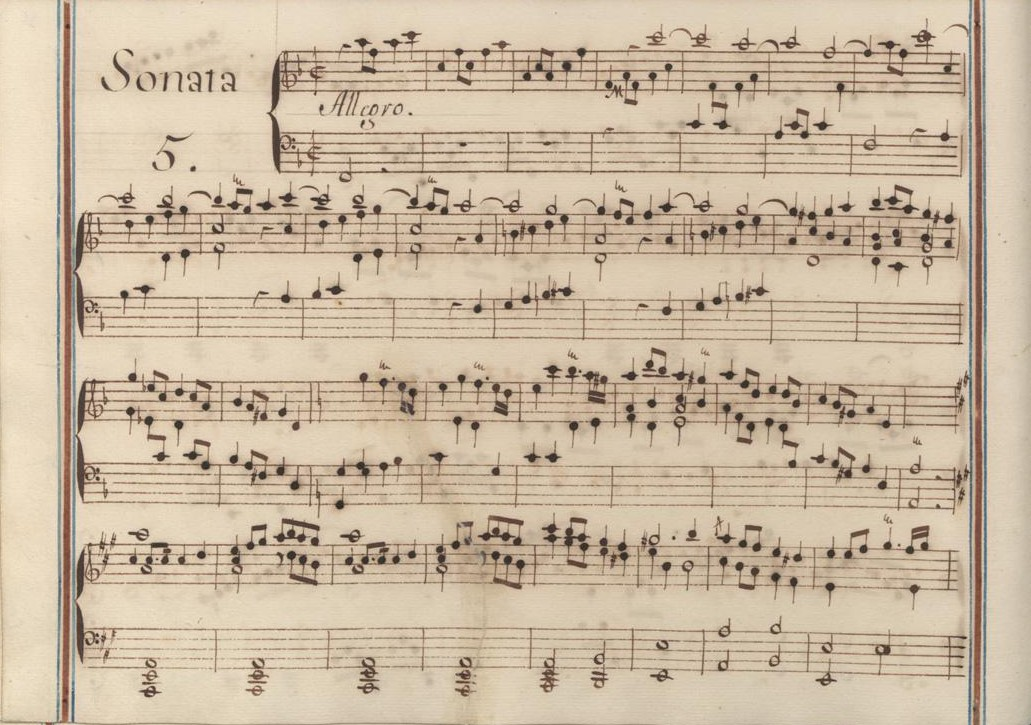
Venise XIII 5.

## Interprètes
La sonate K. 518 est défendue au piano notamment par András Schiff (1977, Hungaroton), John McCabe (1981, Divin Art), Emil Gilels (1984, Ermitage), Christian Zacharias (2002, MDG) et Sergio Monteiro (2017, Naxos, vol. 18).
Au clavecin, elle est enregistrée par Ralph Kirkpatrick (1954, Sony), Rafael Puyana (1984, Harmonia Mundi), Scott Ross (1985, Erato), Trevor Pinnock (1987, Archiv), Andreas Staier (1991, DHM), Richard Lester (2004, Nimbus, vol. 5) et Pieter-Jan Belder (Brilliant Classics, vol. 11).
Susan Miron la joue à la harpe (2005, Centaur, vol. 2).

## Sources
: document utilisé comme source pour la rédaction de cet article.
- Ralph Kirkpatrick (trad. de l'anglais par Dennis Collins), Domenico Scarlatti, Paris, Lattès, coll. « Musique et Musiciens », 1982 (1re éd. 1953 (en)), 493 p. (ISBN 978-2-7096-0118-4, OCLC 954954205, BNF 34689181).
- Alain de Chambure, « Domenico Scarlatti : Intégrale des sonates — Scott Ross », Erato (2564-62092-2), 1985 (OCLC 891183737) .